# 2016년 4월
| 2016년: 1월 · 2월 · 3월 · 4월 · 5월 · 6월 · 7월 · 8월 · 9월 · 10월 · 11월 · 12월 |

| \| 2016년 4월 1일 (금요일) \| \| 편집 \| |  |      |
|                                          |  |      |
| 2016년 4월 1일 (금요일)                  |  | 편집 |

| 2016년 4월 1일 (금요일) |  | 편집 |

| \| 2016년 4월 2일 (토요일) \| \| 편집 \| |  |      |
|                                          |  |      |
| 2016년 4월 2일 (토요일)                  |  | 편집 |

| 2016년 4월 2일 (토요일) |  | 편집 |

| \| 2016년 4월 3일 (일요일) \| \| 편집 \| |  |      |
|                                          |  |      |
| 2016년 4월 3일 (일요일)                  |  | 편집 |

| 2016년 4월 3일 (일요일) |  | 편집 |

| \| 2016년 4월 4일 (월요일) \| \| 편집 \| |  |      |
| 국제 - 국제탐사보도언론인협회(ICIJ)가 사상 최대 조세회피 자료인 '파나마 페이퍼스'가 공개되면서 논란이 확산되었다. 거기에 전세계 유명인은 물론, 한국인 195명도 연루되어있다. 또한 이여파로 4월 6일에 시그뮌뒤르 다비드 귄뢰이그손 아이슬란드 총리가 사퇴하였다. |  |      |
| 2016년 4월 4일 (월요일) |  | 편집 |

| 2016년 4월 4일 (월요일) |  | 편집 |

| \| 2016년 4월 5일 (화요일) \| \| 편집 \|                                                                               |  |      |
| 사회 - 7급 공무원 시험을 본 응시생이 정부서울청사 인사혁신처에 침입해 자신의 필기시험 성적을 조작하는 사건이 일어났다. |  |      |
| 2016년 4월 5일 (화요일)                                                                                                |  | 편집 |

| 2016년 4월 5일 (화요일) |  | 편집 |

| \| 2016년 4월 6일 (수요일) \| \| 편집 \|                                                                                 |  |      |
| 국제 - 우크라이나와 유럽 연합 사이에 체결된 협력 협정의 비준 여부를 묻기 위해 네덜란드에서 실시된 국민투표가 부결되었다. |  |      |
| 2016년 4월 6일 (수요일)                                                                                                  |  | 편집 |

| 2016년 4월 6일 (수요일) |  | 편집 |

| \| 2016년 4월 7일 (목요일) \| \| 편집 \| |  |      |
|                                          |  |      |
| 2016년 4월 7일 (목요일)                  |  | 편집 |

| 2016년 4월 7일 (목요일) |  | 편집 |

| \| 2016년 4월 8일 (금요일) \| \| 편집 \|                                                                                                |  |      |
| 정치 - 대한민국 제20대 국회의원 선거의 사전 투표가 실시되었다. 국회의원 선거에서는 처음으로 실시되는 것이며, 8일과 9일에 걸쳐 실시된다. |  |      |
| 2016년 4월 8일 (금요일) |  | 편집 |

| 2016년 4월 8일 (금요일) |  | 편집 |

| \| 2016년 4월 9일 (토요일) \| \| 편집 \|                                                             |  |      |
| 북한 - 조선민주주의인민공화국 출신의 해외식당 종업원 13명이 집단으로 탈북하여 대한민국에 입국하였다. |  |      |
| 2016년 4월 9일 (토요일)                                                                              |  | 편집 |

| 2016년 4월 9일 (토요일) |  | 편집 |

| \| 2016년 4월 10일 (일요일) \| \| 편집 \| |  |      |
| 국제 - 인도 남부 케랄라 주 콜람에 있는 힌두교 사원에서 불꽃놀이하던 중 폭죽에서 폭발사고가 발생해 최소 112명이 사망하고 380명이 부상을 입었다. |  |      |
| 2016년 4월 10일 (일요일) |  | 편집 |

| 2016년 4월 10일 (일요일) |  | 편집 |

| \| 2016년 4월 11일 (월요일) \| \| 편집 \| |  |      |
|                                           |  |      |
| 2016년 4월 11일 (월요일)                  |  | 편집 |

| 2016년 4월 11일 (월요일) |  | 편집 |

| \| 2016년 4월 12일 (화요일) \| \| 편집 \|                                      |  |      |
| 정치 - 자정을 기해 대한민국 제20대 국회의원 선거의 공식 선거운동이 종료되었다. |  |      |
| 2016년 4월 12일 (화요일)                                                       |  | 편집 |

| 2016년 4월 12일 (화요일) |  | 편집 |

| \| 2016년 4월 13일 (수요일) \| \| 편집 \|                                                  |  |      |
| 정치 - 대한민국 제20대 국회의원 선거가 실시되며, 투표시간은 오전 6시부터 오후 6시까지이다. |  |      |
| 2016년 4월 13일 (수요일)                                                                   |  | 편집 |

| 2016년 4월 13일 (수요일) |  | 편집 |

| \| 2016년 4월 14일 (목요일) \| \| 편집 \| |  |      |
|                                           |  |      |
| 2016년 4월 14일 (목요일)                  |  | 편집 |

| 2016년 4월 14일 (목요일) |  | 편집 |

| \| 2016년 4월 15일 (금요일) \| \| 편집 \| |  |      |
| 군사 - 조선민주주의인민공화국이 태양절을 맞아 무수단 미사일을 동해안 지역에서 발사하였으나 폭발해 실패하였다. 문화 - 태백산이 종전의 도립공원에서 국립공원으로 승격하면서 대한민국의 22번째 국립공원이 되었다. 재해 - 2016년 구마모토 지진: 일본 규슈 구마모토 지역에서 규모 6.2와 7.0의 지진이 연속으로 발생하였다. |  |      |
| 2016년 4월 15일 (금요일) |  | 편집 |

| 2016년 4월 15일 (금요일) |  | 편집 |

| \| 2016년 4월 16일 (토요일) \| \| 편집 \|                                                                        |  |      |
| 국제 - 에콰도르에서 규모 7.8의 지진이 발생하였다. - 타이완 타이둥 현 동부 해역에서 규모 4.4의 지진이 발생하였다. |  |      |
| 2016년 4월 16일 (토요일)                                                                                         |  | 편집 |

| 2016년 4월 16일 (토요일) |  | 편집 |

| \| 2016년 4월 17일 (일요일) \| \| 편집 \| |  |      |
| 국제 - 브라질 하원의원이 지우마 호세프 대통령에 대한 탄핵안을 통과시켰다. - 바누아투에서 규모 6.4의 지진이 발생하였다. 또 이웃 통가에서도 규모 6.1의 지진이 발생하였다. |  |      |
| 2016년 4월 17일 (일요일) |  | 편집 |

| 2016년 4월 17일 (일요일) |  | 편집 |

| \| 2016년 4월 18일 (월요일) \| \| 편집 \|               |  |      |
| 국제; - 일본 오이타현에서 규모 5.8의 지진이 발생하였다. |  |      |
| 2016년 4월 18일 (월요일)                                |  | 편집 |

| 2016년 4월 18일 (월요일) |  | 편집 |

| \| 2016년 4월 19일 (화요일) \| \| 편집 \| |  |      |
| 국제 - 멕시코 중남부에 있는 포포카테페틀 화산이 지난 3일에 이어 18일(현지시간) 또 다시 분화했다. - 아프가니스탄 카불에서 폭탄테러가 발생하여 64명이 사망하고 347명이 부상을 입었다. |  |      |
| 2016년 4월 19일 (화요일) |  | 편집 |

| 2016년 4월 19일 (화요일) |  | 편집 |

| \| 2016년 4월 20일 (수요일) \| \| 편집 \| |  |      |
| 국제 - 필리핀에서 규모 5.0의 지진이 발생하였다. - 일본 후쿠시마현에서 규모 5.6의 지진이 발생하였다. 사회 - 전국경제인연합회가 어버이연합 단체에게 자금을 지원했다는 의혹이 제기되면서 논란이 확산되었다. |  |      |
| 2016년 4월 20일 (수요일) |  | 편집 |

| 2016년 4월 20일 (수요일) |  | 편집 |

| \| 2016년 4월 21일 (목요일) \| \| 편집 \| |  |      |
|                                           |  |      |
| 2016년 4월 21일 (목요일)                  |  | 편집 |

| 2016년 4월 21일 (목요일) |  | 편집 |

| \| 2016년 4월 22일 (금요일) \| \| 편집 \| |  |      |
| 사고 - 전라선 율촌역에서 성산역 방향 전방 200M 지점에서 여수엑스포역 방향으로 운행중이던 무궁화호 열차가 탈선 사고가 발생하였다. 이 사고로 1명이 사망하고 8명이 부상을 입었다. 정치 - 청와대 선임행정관이 극우단체 대한민국 어버이연합의 관제 데모를 배후조종한 정황이 확인되면서 논란이 확산되고 있다. |  |      |
| 2016년 4월 22일 (금요일) |  | 편집 |

| 2016년 4월 22일 (금요일) |  | 편집 |

| \| 2016년 4월 23일 (토요일) \| \| 편집 \| |  |      |
|                                           |  |      |
| 2016년 4월 23일 (토요일)                  |  | 편집 |

| 2016년 4월 23일 (토요일) |  | 편집 |

| \| 2016년 4월 24일 (일요일) \| \| 편집 \| |  |      |
|                                           |  |      |
| 2016년 4월 24일 (일요일)                  |  | 편집 |

| 2016년 4월 24일 (일요일) |  | 편집 |

| \| 2016년 4월 25일 (월요일) \| \| 편집 \| |  |      |
|                                           |  |      |
| 2016년 4월 25일 (월요일)                  |  | 편집 |

| 2016년 4월 25일 (월요일) |  | 편집 |

| \| 2016년 4월 26일 (화요일) \| \| 편집 \| |  |      |
| 사회 - 지난 2011년의 가습기 살균제 사건과 관련하여 옥시의 전 대표가 검찰에 소환되었다. 국제 - 인도 뉴델리의 국립 자연사 박물관에서 화재가 발생하여 건물과 소장품이 전소되었다. |  |      |
| 2016년 4월 26일 (화요일) |  | 편집 |

| 2016년 4월 26일 (화요일) |  | 편집 |

| \| 2016년 4월 27일 (수요일) \| \| 편집 \|                                      |  |      |
| 사회 - CJ과 SK하이닉스가 어버이연합에게 송금한 사실이 드러나 파문이 일고 있다. |  |      |
| 2016년 4월 27일 (수요일)                                                       |  | 편집 |

| 2016년 4월 27일 (수요일) |  | 편집 |

| \| 2016년 4월 28일 (목요일) \| \| 편집 \| |  |      |
|                                           |  |      |
| 2016년 4월 28일 (목요일)                  |  | 편집 |

| 2016년 4월 28일 (목요일) |  | 편집 |

| \| 2016년 4월 29일 (금요일) \| \| 편집 \|                                     |  |      |
| 국제 - 불의 고리에 속하는 남태평양의 바누아투에서 규모 7.0의 지진이 발생했다. |  |      |
| 2016년 4월 29일 (금요일)                                                      |  | 편집 |

| 2016년 4월 29일 (금요일) |  | 편집 |

| \| 2016년 4월 30일 (토요일) \| \| 편집 \| |  |      |
|                                           |  |      |
| 2016년 4월 30일 (토요일)                  |  | 편집 |

| 2016년 4월 30일 (토요일) |  | 편집 |

| <          | 2016년 4월 | 2016년 4월 | 2016년 4월 | 2016년 4월 | 2016년 4월  | >          |
| 일         | 월         | 화         | 수         | 목         | 금          | 토         |
|            |            |            |            |            | 1 2.24 계축 | 2 25 갑인  |
| 3 26 을묘  | 4 27 병진  | 5 28 정사  | 6 29 무오  | 7 3.1 기미 | 8 2 경신    | 9 3 신유   |
| 10 4 임술  | 11 5 계해  | 12 6 갑자  | 13 7 을축  | 14 8 병인  | 15 9 정묘   | 16 10 무진 |
| 17 11 기사 | 18 12 경오 | 19 13 신미 | 20 14 임신 | 21 15 계유 | 22 16 갑술  | 23 17 을해 |
| 24 18 병자 | 25 19 정축 | 26 20 무인 | 27 21 기묘 | 28 22 경진 | 29 23 신사  | 30 24 임오 |

| - 4월 13일 - 대한민국 제20대 국회의원 선거 편집하기 |